# La Luzerne
La Luzerne ist eine französische Gemeinde mit 81 Einwohnern (Stand: 1. Januar 2022) im Département Manche in der Region Normandie. Sie gehört zum Arrondissement Saint-Lô und zum Kanton Saint-Lô-2. 
Sie grenzt im Nordwesten an Villiers-Fossard, im Nordosten an Couvains, im Osten an Saint-André-de-l’Épine, im Süden an Saint-Lô und im Westen an Le Mesnil-Rouxelin.

## Bevölkerungsentwicklung
| Jahr      | 1962 | 1968 | 1975 | 1982 | 1990 | 1999 | 2008 | 2018 |
| --------- | ---- | ---- | ---- | ---- | ---- | ---- | ---- | ---- |
| Einwohner | 61   | 62   | 46   | 44   | 48   | 47   | 39   | 74   |

## Sehenswürdigkeiten

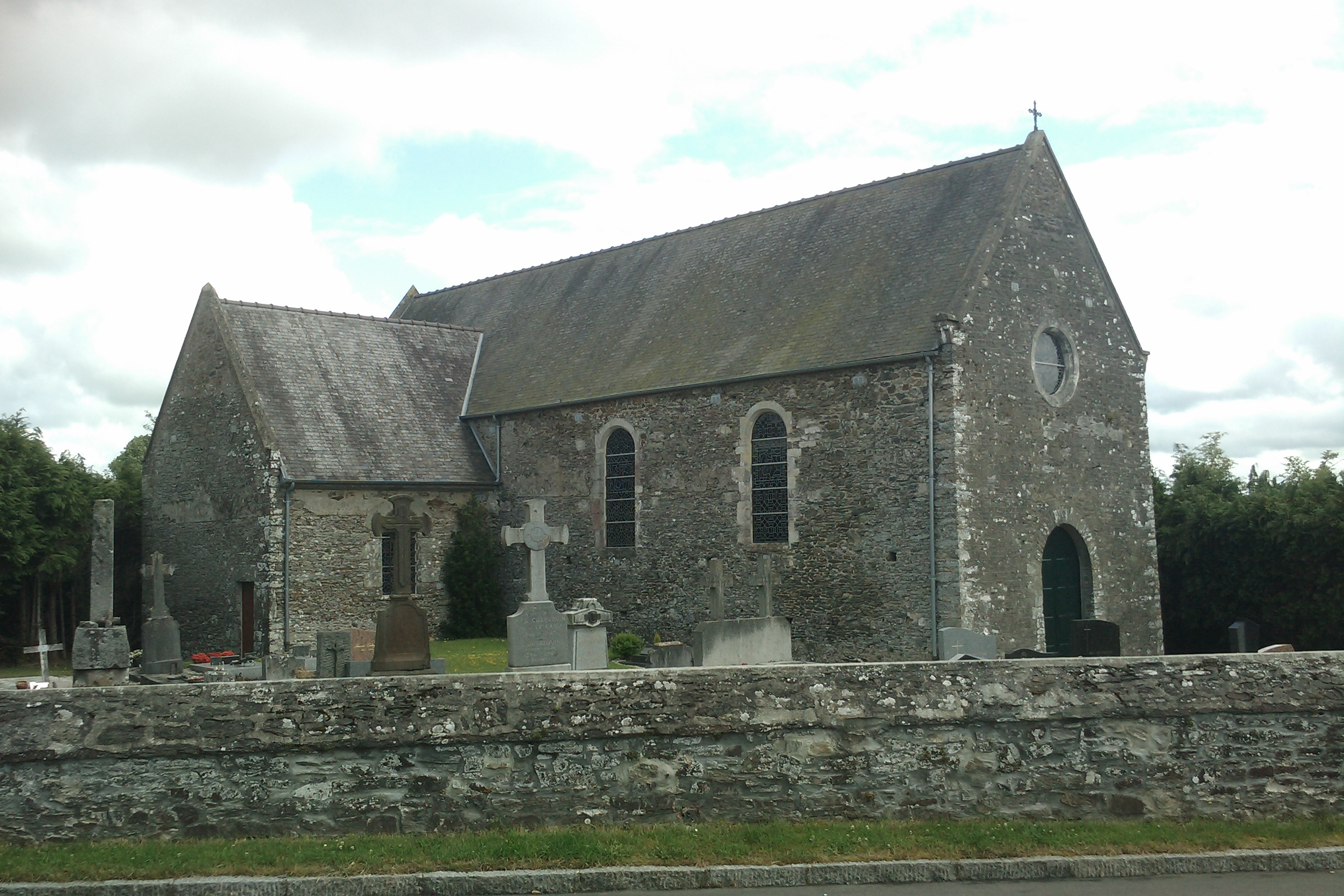
Kirche Saint-Pierre

- Kirche Saint-Pierre